# Plagiochila turgida
Plagiochila turgida là một loài rêu trong họ Plagiochilaceae. Loài này được Herzog mô tả khoa học đầu tiên năm 1932.